# Final de la Copa d'Europa de futbol de 1968
La final de la Copa d'Europa de 1968 va ser el partit final de la Copa d'Europa de 1967-68, la principal competició de futbol de clubs a Europa. Es va jugar a l'estadi de Wembley a Londres, Anglaterra, el 29 de maig de 1968 entre el Benfica de Portugal i el Manchester United FC d'Anglaterra davant d'una multitud de 92.225 espectadors. Tots dos equips van haver de passar quatre rondes d'eliminatòries a doble partit per arribar a la final; va ser la cinquena final de la Copa d'Europa del Benfica, dues de les quals havien guanyat, i la primera del Manchester United.
Els dos equips van estar a prop de marcar en una primera part sense gols, abans que el Manchester United s'avancés amb una rematada de cap de Bobby Charlton als vuit minuts de la segona; tanmateix, l'empat de Jaime Graça al minut 79 va significar que el partit anés a la pròrroga. El Manchester United va marcar tres gols en set minuts a la pròrroga; el primer va ser un gol en solitari de George Best, seguit d'una rematada de cap de Brian Kidd el dia del seu 19è aniversari. Charlton va marcar el seu segon gol al minut 99, i el Manchester United va triomfar per 4-1 i va esdevenir el primer club anglès a guanyar la Copa d'Europa.

## Rerefons
La Copa d'Europa, ara coneguda com a Lliga de Campions de la UEFA, és un torneig de futbol de clubs disputat pels millors equips de tota Europa. La competició es va jugar per primera vegada el 1955–56. Ni el Benfica ni el Manchester United FC van participar en el torneig inaugural, que només era per invitació; tot i que el Benfica havia guanyat el títol de la Primeira Divisão del 1954–55, l'Sporting CP ja havia estat convidat. El 1968, només es va classificar el campió de lliga de cada país. El Benfica va arribar a la final de la Copa d'Europa per primera vegada el 1961, quan va derrotar el Barça per 3-2. L'any següent, el Benfica va defensar el seu títol, remuntant i derrotant el Reial Madrid per 5-3 a la final. El Benfica va ser finalista dues vegades més durant els tres anys següents, perdent contra l'AC Milan el 1963 i l'Inter de Milà el 1965.
El Manchester United no havia arribat mai a una final de la Copa d'Europa. Havia anat perdent semifinals tant a les competicions de 1956-57 com a la de 1957-58.  El febrer de 1958, l'equip tornava de Belgrad després d'haver eliminat l'Estrella Roja de Belgrad als quarts de final quan vuit dels seus jugadors van morir i dos més van patir lesions que van acabar amb la seva carrera en el desastre aeri de Munic. Tot i no classificar-se, van ser convidats per la UEFA a jugar la Copa d'Europa de la temporada següent, però l'Associació Anglesa de Futbol els va obligar a retirar-se. Van tornar a la competició la temporada 1965-66, quan es van enfrontar al Benfica per primera vegada als quarts de final. El Manchester United va guanyar per 8-3 en el global, però van ser eliminats a la semifinal. 

## Ruta cap a la final

### Benfica
| Ronda           | Oponent       | Agr.                    | Anada   | Tornada |
| --------------- | ------------- | ----------------------- | ------- | ------- |
| Primera ronda   | Glentoran     | 1–1 (gols fora de casa) | 1–1 (a) | 0–0 (h) |
| Segona ronda    | Saint-Étienne | 2–1                     | 2–0 (h) | 0–1 (a) |
| Quarts de final | Vasas         | 3–0                     | 0–0 (a) | 3–0 (h) |
| Semifinal       | Juventus FC   | 3–0                     | 2–0 (h) | 1–0 (a) |

El Benfica va entrar al torneig com a campió de Portugal, havent guanyat la Primeira Divisão de 1966–67. Es van enfrontar al Glentoran d'Irlanda del Nord a la primera ronda, viatjant a Belfast per al partit d'anada. El Glentoran es va avançar amb un penal de John Colrain al minut 10, abans que Eusébio empatés al minut 86, i va acabar 1-1. Al partit de tornada, els dos equips van acabar amb un empat a zero, cosa que va resultar en la classificació del Benfica per a la segona ronda per la regla dels gols fora de casa. A la següent ronda, es van empatar contra l'AS Saint-Étienne de França. Un gol de José Augusto al minut 29 i un penal d'Eusébio al minut 60 van ajudar el Benfica a aconseguir una victòria per 2-0 a casa al partit d'anada. A França, el Saint-Étienne va guanyar el partit de tornada per 1-0 amb un gol de Georges Bereta al minut 10. Tot i perdre el partit, el Benfica va avançar amb un global de 2-1.
Als quarts de final, el Benfica va empatar a zero amb el Vasas hongarès a l'anada. De tornada a Portugal per al partit de tornada, la primera part també va ser sense gols, abans que dos gols d'Eusébio i un altre de José Torres posessin el 3-0 per al Benfica i els asseguressin la plaça a la semifinal, on es van enfrontar a la Juventus FC d'Itàlia. El Benfica va jugar el partit d'anada a casa, i un cop més els gols d'Eusébio i Torres els van ajudar a la victòria; tots dos van marcar durant la segona part per donar al seu equip un avantatge de 2-0 a l'eliminatòria. A la segona part, The Guardian va informar que el Benfica era "tècnicament superior, tot i que la Juventus va mantenir un joc agressiu". Un gol d'Eusébio al minut 66 va ampliar l'avantatge del Benfica a l'eliminatòria a 3-0 i els va assegurar una plaça a la final.

### Manchester United
| Ronda           | Oponent       | Agr. | Anada   | Tornada |
| --------------- | ------------- | ---- | ------- | ------- |
| Primera ronda   | Hibernians    | 4–0  | 4–0 (h) | 0–0 (a) |
| Segona ronda    | Sarajevo      | 2–1  | 0–0 (a) | 2–1 (h) |
| Quarts de final | Górnik Zabrze | 2–1  | 2–0 (h) | 0–1 (a) |
| Semifinal       | Reial Madrid  | 4–3  | 1–0 (h) | 3–3 (a) |

El Manchester United es va classificar per a la competició com a campió d'Anglaterra, després d'haver guanyat la primera divisió de la Lliga de Futbol de la temporada 1966–67. Es van enfrontar a l'equip maltès Hibernians a la primera ronda i van guanyar per 4-0 a l'anada a casa; David Sadler i Denis Law van marcar dos gols cadascun. Malgrat l'ampli marge de victòria, Brian Crowther de The Guardian va qualificar el seu joc de decebedor. Al partit de tornada, el United va patir una "trista successió de quasi encerts", segons un corresponsal de The Guardian, ja que van tenir dificultats per adaptar-se al camp de sorra i el partit va acabar amb empat a zero. Es van empatar contra el Sarajevo de Iugoslàvia a la segona ronda, que participava a la competició per primera vegada. Jugant el partit d'anada fora de casa, el Manchester United va evitar per poc anar perdent al minut 27, necessitant una aturada des de la línia de gol per evitar que un xut de Vahidin Musemić entrés a la porteria. Tot i jugar contra 10 homes durant la major part del partit després que Boško Prodanović hagués de marxar lesionat, el United no va poder marcar i va acabar 0-0. John Aston va donar al United un avantatge inicial al partit de tornada, que George Best va ampliar a la segona part. Malgrat un gol tardà per al Sarajevo de Salih Delalić, el United va aguantar per guanyar per 2-1 i avançar als quarts de final.
El United va jugar l'anada dels quarts de final contra el campió polonès, el Górnik Zabrze, a casa. Al minut 60, un xut de Best va ser desviat a la seva pròpia porteria pel defensa del Górnik Stefan Florenski. En els últims minuts del partit, Jimmy Ryan va xutar contra una multitud de jugadors a l'àrea, inclòs Brian Kidd, que va enviar la pilota amb el taló a la porteria per posar el 2-0 al marcador. Jugant en un camp cobert de neu al partit de tornada, el Manchester United es va veure obligat a defensar durant la major part del partit, però només va encaixar un gol, quan Włodzimierz Lubański va marcar al minut 72. Tot i perdre el partit per 1-0, el Manchester United va avançar amb un global de 2-1. El United es va enfrontar al sis vegades guanyador de la Copa d'Europa, el Reial Madrid, a la semifinal. Tot i dominar el partit d'anada a casa, un únic gol de Best al minut 36 va separar els dos equips, i van arribar al partit de tornada amb un avantatge d'1-0. A Madrid, els locals es van avançar al marcador al minut 32, amb un gol de cap de Pirri. En els darrers minuts de la primera part, es van marcar tres gols més; Francisco Gento va fer el 2-0 per al Madrid, després un gol en pròpia porta d'Ignacio Zoco va reduir la diferència a un gol, abans que Amancio marqués per posar el 3-1 al descans. La pressió sostinguda del United a la segona part va portar un gol de Sadler al minut 73, que va empatar el marcador global. Cinc minuts més tard, Bill Foulkes va afegir un tercer gol per al Manchester United. El partit va acabar 3-3; el United va guanyar l'eliminatòria per 4-3 en el global per arribar a la final de la Copa d'Europa per primera vegada.

## Prepartit
La premsa va classificar el Manchester United com a favorit per a la final. A The Guardian, Albert Barham va suggerir que el Benfica era un equip envellit i que "les velles habilitats semblen estar disminuint". Els va qualificar de menys perillosos del que ho havien estat quan el United els va derrotar dos anys abans. Hugh McIlvanney, de The Observer, va assenyalar que, tot i que creia que el United hauria de ser classificat com a favorit, alguns dels seus equips eren "jugadors innegablement normals", i tenien "una vulnerabilitat alarmant en defensa" i "una dependència excessiva d'un o dos homes en atac". El diari A Bola, amb seu a Lisboa, va informar després de la victòria del United a les semifinals que "una trobada amb el Manchester és el pitjor que podia haver passat".
El Manchester United tenia problemes de forma física amb Nobby Stiles, que patia una contusió al genoll, però es va recuperar a temps per ser inclòs a l'equip. Law va ser operat del genoll el dissabte anterior a la final i va romandre a l'hospital durant el partit. El Manchester United es va allotjar a Surrey dues nits abans del partit, i el dia abans, el United va nomenar un equip sense canvis de la seva victòria a la tornada de les semifinals contra el Reial Madrid. El Benfica es va allotjar al Saxon Inn de Harlow, Essex, i també va nomenar un equip sense canvis de la seva victòria a la semifinal contra la Juventus.
Els dos equips tenien assignacions desiguals d'entrades; el Benfica en va demanar 10.000, en comparació amb les 30.000 que va demanar el Manchester United. La demanda d'entrades va superar amb escreix l'oferta. La direcció del Benfica va estimar que uns 1.000 aficionats més van viatjar a Londres sense entrada, mentre que 10.000 aficionats del Manchester United havien comprat entrades a la venda general abans dels quarts de final. El dilluns anterior al partit, les entrades de peu que originalment costaven 10 xílings es venien al mercat negre per 7 lliures, mentre que les entrades que havien costat 2 lliures eren de 20 lliures.

## Partit

### Resum

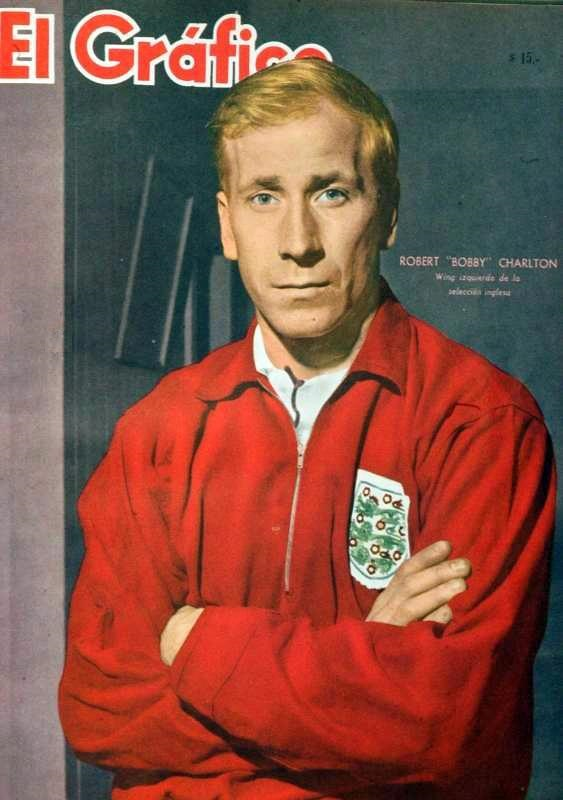
Bobby Charlton va marcar dos gols pel Manchester United.

La final es va jugar a l'estadi de Wembley de Londres el 29 de maig de 1968 i va començar a les 19:45 davant d'una multitud de 92.225 persones; a més, es va estimar que hi havia una audiència televisiva europea de 250 milions de persones. L'àrbitre va ser Concetto Lo Bello, d'Itàlia. El Manchester United va tenir el millor joc a la primera part, però la defensa agressiva del Benfica els va impedir progressar. Segons Eric Todd de The Guardian, Best va ser entrat en falta sis vegades a la primera part; tres per Fernando Cruz i Humberto, aquest últim amb una amonestació al minut 20. Al minut 28, Kidd va passar la pilota a Sadler, a 10 metres de la porteria, però aquest va xutar fora. Les tres millors ocasions de gol del Benfica a la primera part van ser totes d'Eusébio; la primera va ser d'un llançament de falta, que va desviar-se a la barrera i va provocar una aturada del porter del United, Alex Stepney. Un altre llançament de falta va ser xutat per sobre de la porteria, abans que toqués el travesser, després d'haver superat Stepney amb el qual Todd va descriure com "el millor xut de la primera part".
Aston va tenir dos xuts a principis de la segona part, tots dos aturats pel porter del Benfica, José Henrique. Vuit minuts després de començar la segona part, Tony Dunne va passar la pilota a Sadler, que va rematar la pilota a l'àrea del Benfica; Bobby Charlton va saltar i va rematar de cap la pilota a la porteria per donar al United un avantatge d'1-0. Al minut 79, Augusto i Torres van preparar un gol per a Jaime Graça, empatant el marcador a 1-1. En els últims cinc minuts del temps reglamentari, Eusébio va tenir dues ocasions de gol, aturades per Stepney, que va ser aplaudit pels seus esforços pel davanter portuguès.
El marcador es va mantenir en 1-1 fins al final del temps reglamentari, obligant el partit a la pròrroga. Al tercer minut de la pròrroga, Stepney va fer una llarga sacada de porta, que va ser rematada de cap per Kidd i recollida per Best; va regatejar la pilota més enllà de la defensa i després va vorejar el porter, abans de fer rodar la pilota a porteria buida. Dos minuts més tard, una rematada de cap de Sadler va ser aturada per Henrique, però el rebot va arribar a Kidd, que va rematar de cap per donar al United un avantatge de 3-1. El United va continuar dominant el joc i va tenir un altre xut que va topar amb el travesser. Charlton va completar la golejada al novè minut de la pròrroga, convertint una passada de Kidd per posar el 4-1.

### Detalls
| SL Benfica | 1–4 (pr.) | Manchester United FC                    |
| ---------- | --------- | --------------------------------------- |
| Graça 79'  | Detalls   | Charlton 53', 99' · Best 92' · Kidd 94' |

| Benfica | Manchester United |

| GK          | 1  | José Henrique      |     |
| RB          | 2  | Adolfo Calisto     |     |
| CB          | 3  | Humberto Fernandes | 20' |
| CB          | 4  | Jacinto Santos     |     |
| LB          | 5  | Fernando Cruz      |     |
| RM          | 6  | Jaime Graça        |     |
| CM          | 7  | Mário Coluna (c)   |     |
| LM          | 8  | José Augusto       |     |
| RF          | 9  | José Torres        |     |
| CF          | 10 | Eusébio            |     |
| LF          | 11 | António Simões     |     |
| Suplent:    |    |                    |     |
| GK          | 12 | Nascimento         |     |
| Entrenador: |    |                    |     |
| Otto Glória |    |                    |     |

| GK          | 1  | Alex Stepney       |
| RB          | 2  | Shay Brennan       |
| LB          | 3  | Tony Dunne         |
| RM          | 4  | Paddy Crerand      |
| CB          | 5  | Bill Foulkes       |
| LM          | 6  | Nobby Stiles       |
| RF          | 7  | George Best        |
| CF          | 8  | Brian Kidd         |
| CM          | 9  | Bobby Charlton (c) |
| CB          | 10 | David Sadler       |
| LF          | 11 | John Aston         |
| Suplent:    |    |                    |
| GK          | 12 | Jimmy Rimmer       |
| Entrenador: |    |                    |
| Matt Busby  |    |                    |

| Millor jugador del partit: John Aston (Manchester United) |

## Postpartit
La victòria del United va significar que va esdevenir el primer equip anglès a guanyar la Copa d'Europa, un any després que el Celtic escocès s'hagués convertit en el primer equip britànic a fer-ho. La victòria també va marcar la culminació dels 10 anys de reconstrucció del Manchester United després del desastre aeri de Munic; dos membres de l'equip, Charlton i Foulkes, eren supervivents de l'accident. Com a campions de la Copa d'Europa, el Manchester United va disputar la Copa Intercontinental de 1968 contra l'Estudiantes, guanyadors de la Copa Libertadores de 1968. El Manchester United va perdre l'eliminatòria per 2-1 en el global. Tant el Benfica com el Manchester United van tornar a competir a la Copa d'Europa la temporada 1968-69: el Benfica va ser eliminat als quarts de final per l'Ajax, mentre que el Manchester United va arribar a les semifinals, on va ser derrotat per l'AC Milan.